# Свирко, Василий Семёнович
Василий Семёнович Свирко (д. Бабыничи — 1978, Полоцк) — российский советский военный деятель. Участник Первой и Второй Мировых войн, Гражданской войны. Почётный гражданин города Полоцка (1967). Персональный пенсионер союзного значения. Член КПСС с 1918 года.

## Биография
Родился в крестьянской семье, на Полотчине. После окончания школы работал каменщиком. В 1910 г. призван в армию и направлен в 1-й уланский кавалерийский полк. Возглавил полк после революции 1917 г. Сражался против германских и польских войск, участвовал в борьбе с басмачеством. В ноябре 1918 вступил в партию большевиков.
В 1922 г. окончил Тверское военное кавалерийское училище. С 1924 по 1930 г. занимал ряд руководящих должностей на Витебщине.  В 1930-1934 гг. служил в Красной Армии военкомом, учился в Харьковском авиационном училище, затем работал на Могилёвщине.
В мае 1941 г. назначен начальником штаба 48-го стрелкового полка, дислоцированного в Барановичах. С августа 1941 г. лётчик 15-й авиационной дивизии, принимавшей участие в боях за Москву. В мае 1942 г., после ранения под Калугой, последовал запрет медиков на его полёты. Был избран секрётарем парткома 1-й воздушной армии.
Демобилизован в 1946 г. в звании майора и направлен на руководящие должности в Могилёвскую область. С 1949 по 1956 г. В. С. Свирко находился на партийной работе в Полоцке.
Звание Почётного гражданина г. Полоцка присвоено 3 марта 1967 года.
Ушёл из жизни в 1978 г.
В 2022 году, перед празднованием Дня Победы, сотрудники банка ВТБ Беларусь оказали родным Василия Семёновича помощь в благоустройстве его места захоронения на Красном кладбище.

## Награды
Кавалер орденов Красного Знамени и Красной Звезды (трижды).
Награждён медалями.